# Gorenji Suhadol
Gorenji Suhadol je naselje u slovenskoj Općini Novom Mestu. Gorenji Suhadol se nalazi u pokrajini Dolenjskoj i statističkoj regiji Jugoistočnoj Sloveniji.

## Stanovništvo
Prema popisu stanovništva iz 2002. godine naselje je imalo 54 stanovnika.